# David Kampman
David Kampman (2 de enero de 1997) es un deportista neerlandés que compite en remo.
Ganó una medalla de bronce en el Campeonato Mundial de Remo de 2019 y una medalla de plata en el Campeonato Europeo de Remo de 2019, ambas en la prueba de cuatro scull ligero.

## Palmarés internacional
| Campeonato Mundial | Campeonato Mundial   | Campeonato Mundial | Campeonato Mundial  |
| Año                | Lugar                | Medalla            | Prueba              |
| ------------------ | -------------------- | ------------------ | ------------------- |
| 2019               | Ottensheim (Austria) | Medalla de bronce  | Cuatro scull ligero |
| Campeonato Europeo |                      |                    |                     |
| Año                | Lugar                | Medalla            | Prueba              |
| 2019               | Lucerna (Suiza)      | Medalla de plata   | Cuatro scull ligero |